# Zambales
Zambales is een provincie van de Filipijnen in het westen van het eiland Luzon. De provincie maakt deel uit van regio III (Central Luzon). De hoofdstad van de provincie is gemeente Iba. Bij de census van 2015 telde de provincie bijna 591 duizend inwoners.

## Geografie

### Topografie en landschap
Zambales ligt aan de westkust van Luzon tussen 14° 44’ 16" en 15° 48' 57" noorderbreedte en 119° 47' en 119° 55' oosterlengte. De hoofdstad Iba ligt hemelsbreed 136 km ten noordwesten van de Filipijnse hoofdstad Manilla en 63 km ten noordnoordoosten Olongapo, de enige stad van de provincie. Zambales heeft een oppervlakte van 3.830,8 km² en is daarmee na Nueva Ecija de grootste provincie van de regio Central Luzon. De provincie wordt omgeven door Pangasinan in het noorden, Tarlac en Pampanga in het oosten en Bataan in het zuiden.
Het landschap van provincie wordt gedomineerd door het Zambales-gebergte. De vlakke kuststrook in het westen gaat al gauw over in een bergachtig landschap naar het oosten toe. De hoogste berg van de provincie is de 2037 meter hoge Mount Tapulao. De meeste bekende berg is echter de 1486 meter hoge vulkaan Mount Pinatubo, die in 1991 wereldwijd bekend werd door haar gewelddadige uitbarsting. Voor de kust van Zambales liggen talrijke eilanden, waaronder Salvador Island.

### Bestuurlijke indeling
Zambales bestaat uit 13 gemeenten.
| - Botolan - Cabangan - Candelaria - Castillejos - Iba - Masinloc - Palauig | - San Antonio - San Felipe - San Marcelino - San Narciso - Santa Cruz - Subic |

Deze gemeenten zijn weer verder onderverdeeld in 230 barangays.

## Demografie
Zambales had bij de census van 2015 een inwoneraantal van 590.848 mensen. Dit waren 56.405 mensen (10,6%) meer dan bij de vorige census van 2010. Ten opzichte van de census van 2000 was het aantal inwoners gegroeid met 157.306 mensen (36,3%). De gemiddelde jaarlijkse groei in die periode kwam daarmee uit op 1,93%, hetgeen hoger was dan het landelijk jaarlijks gemiddelde over deze periode (1,72%).

De bevolkingsdichtheid van Zambales was ten tijde van de laatste census, met 590.848 inwoners op 3830,83 km², 154,2 mensen per km².

## Bestuur en politiek
Zoals bij alle provincies in de Filipijnen is de belangrijkste bestuurder van Zambales een gouverneur. De gouverneur wordt elke drie jaar gekozen en is het hoofd van het provinciale bestuur en de uitvoerende organen. De huidige gouverneur van de provincie, Hermogenes Ebdane jr. is tijdens de verkiezingen van 2007 voor drie jaar gekozen. De vicegouverneur, momenteel Ramon Lacbain II is voorzitter van de provinciale raad. Deze provinciale raad is samengesteld uit de afgevaardigden van de diverse provinciale districten en enkele andere afgevaardigden uit de provincie.
Lijst van gouverneurs van Zambales sinds 1946
| - 1945 - 1945 Ramon Magsaysay (militair gouverneur) - 1945 - 1947 Francisco Anonas - 1948 - 1951 Guillermo delos Reyes - 1952 - 1956 Archimedes Villanueva - 1956 - 1967 Manuel Barretto - 1968 - 1986 Vicente Magsaysay - 1986 - 1987 Amor Deloso | - 1987 - 1988 Luperio Villanueva - 1988 - 1998 Amor Deloso - 1998 - 1998 Saturnino Bactad - 1998 - 2007 Vicente Magsaysay - 2007 - 2010 Amor Deloso - 2010 - 2013 Hermogenes Ebdane jr. |

## Economie
Uit cijfers van het National Statistical Coordination Board (NSCB) uit het jaar 2003 blijkt dat 15,5% (12.754 mensen) onder de armoedegrens leefde. In het jaar 2000 was dit nog 28,2%. Zambales was daarmee gemiddeld duidelijk minder arm dan het landelijk gemiddelde van 28,7% en stond 70e op de lijst van provincies met de meeste mensen onder de armoedegrens. Van alle 79 provincies, ten tijde van het onderzoek, stond Zambales tevens 70e op de lijst van provincies met de ergste armoede..